# Крогиус, Фаина Владимировна
Фаина Владимировна Крогиус (1902—1989) — советский учёный-ихтиолог, доктор биологических наук (1949).  Лауреат Государственной премии СССР в области науки и техники (1971).

## Биография
Родилась 21 марта 1902 года в городе Санкт-Петербург в дворянской семье.
В 1928 году окончила Ленинградский государственный университет по специальности «ихтиология».
С 1928 по 1931 годы работала на Байкальской лимнологической станции АН СССР.
С 1932 по 1985 годы работала в Камчатском научно-исследовательском институте рыбного хозяйства и океанографии, где  занималась изучением тихоокеанских лососей, в первую очередь — нерки. 
В 1939 защитила кандидатскую диссертацию по теме: «Нерка озера Курильское», в 1949 году — докторскую диссертацию по теме: «Биология и динамика численности камчатской нерки».
Научными работами Ф. В. Крогиус заложены основы рыбохозяйственных исследований нерки на Камчатке, начало этих работ были ей положены ещё в то время, когда о биологии камчатских лососей имелись лишь самые общие сведения, а научная база для проведения исследований была крайне слабой. По инициативе Ф. В. Крогиус на озере Дальнее на Восточной Камчатке была организована — Паратунская экспериментальная лаборатория, где в течение многих лет успешно выполнялись исследования по экологии, биохимии, генетике и физиологии лососей.  Муж Фаины Владимировны, учёный-лимнолог Е. М. Крохин являлся научным руководителем лаборатории до конца жизни. При непосредственном участии Ф. В. Крогиус в начале 1950-х годов впервые в СССР, был разработан и апробирован аэровизуальный метод определения степени заполнения нерестилищ лососями, который в настоящее время широко используется повсеместно на Дальнем Востоке.
В течение многих лет Ф. В. Крогиус являлась ведущим экспертом в научно-технической группе Советско-Японской комиссии по рыболовству. В 1971 году Ф. В. Крогиус за научную работу «Сообщество пелагических рыб озера Дальнего», была присуждена Государственная премия СССР, труд этот имеет большое теоретическое, методическое и практическое значение и является первым в отечественной мировой ихтиологической практике примером постановки модельных экспериментов при изучении природного комплекса.
Особое место занимают научные работы Ф. В. Крогиус совместно написанные с её мужем — учёным-лимнологом, доктором географических наук Е. М. Крохиным. Их работа «Сообщество пелагических рыб озера Дальнего» (1969), академик М. В. Келдыш назвал крупным вкладом в отечественную науку.  По поводу работы «Периодические колебания в экосистеме озера Дальнего и их связь с ритмами солнечной активности» (1979) «Гидробиологический журнал» писал: «Результаты этой, к сожалению, незавершенной работы по справедливости могут считаться открытием и, безусловно, сыграют определенную роль в лимнологии» (цит. по Галимов, 1974). Их последняя работа «Тихоокеанский лосось-нерка в экосистеме озера Дальнего (Камчатка)» (1987), была опубликована Ф. В. Крогиус, когда ей исполнилось 85 лет.
В 1985 Ф. В. Крогиус вышла на пенсию и переехала жить в Ленинград. Умерла в 1989 году.

## Награды
- Два Ордена Трудового Красного Знамени
- Государственная премия СССР в области науки и техники (1971 — «за научный труд "сообщество пелагических рыб озера Дальнего" (опыт кибернетического моделирования) 1969 г»)
- Почётная грамота Президиума Верховного Совета РСФСР

## Память
- В честь Ф. В. Крогиус в 1993 году назван узкоэндемичный вид гольца Salvelinus krigiusae, обитающий только в озере Дальнее.